# Natko Katičić
Natko Katičić (Bihać, 12. siječnja 1901. – Zagreb, 10. srpnja 1983.) hrvatski pravnik, akademik

## Akademska karijera
- Na Pravnom fakultetu u Zagrebu diplomirao i doktorirao 1923. godine, 1956. izabran je za redovitog profesora na Pravnom fakultetu u Zagrebu za predmet međunarodno privatno pravo.

## Struka
- Bavio se odvjetništvom.
- Bio je dugogodišnji direktor zagrebačkog Instituta za međunarodno pravo i međunarodne odnose.
- Osnovao 1965. g. časopis "Prinosi za poredbeno proučavanje prava i međunarodno privatno pravo"
- Glavni pokretač The Hague - Zagreb Colloquiuma.

## Osobni znanstveni doprinosi
Njegov znanstveni rad uglavnom se odnosi na opću teoriju prava, pomorsko pravo, pravo mora i međunarodno privatno pravo. Napisao je desetak znanstvenih knjiga i monografija (More i vlast obalne države, 1953.), mnogobrojne članke, rasprave i prikaze objavljene u zemlji i inozemstvu. 

## Akademik
- 1937. godine izabran je za dopisnog člana JAZU;
- izvanredni član JAZU-a od 1968;
- redoviti član JAZU-a od 1977.

## Priznanja
- Republička nagrada za životno djelo 1980.

## Djela
- "More i vlast obalne države: historijski razvoj", Jadranski institut Jugoslavenske akademije znanosti i umjetnosti, Zagreb, 1953.
- "Ogledi o međunarodnom privatnom pravu", Narodne novine, Zagreb, 1971.
- "Međunarodno privatno pravo", Sveučilište u Zagrebu, Pravni fakultet, Zagreb, 1974.
- "Novi ogledi o međunarodnom privatnom pravu i procesu prava",  Liber, Zagreb, 1977.